# Gustaf Bäckgren
Carl Gustaf Bäckgren, född 18 mars 1839 i Askersunds socken,  Örebro län, död där 21 februari 1929, var en svensk lantbrukare och riksdagsman.
Bäckgren var lantbrukare i Markebäck i Örebro län. Som politiker var han ledamot av riksdagens andra kammare.